# 小倉宏昌
小倉宏昌（日语：／ Ogura Hiromasa，1954年9月1日—），日本資深男性動畫美術指導。出身於東京都。

## 人物簡介
1977年進入小林Production，於《咪咪流浪記》首次負責背景繪製。1983年退出之後，與同行大野廣司、水谷利春共同成立風雅工作室。大野就任風雅工作室的執行董事，水谷後來在1997年8月有限公司Moonflower成立之後就任執行董事。
1987年的《王立宇宙軍》首次擔任美術指導，之後成為自由身，並在參與Production I.G的動畫製作期間成立個人工作室「小倉工房」。2007年公司法人化，改名為「株式會社小倉工房」。除了身為個人背景工作室的執行董事之外，仍在美術指導一職的專業領域中活躍。為人熟悉的昰Production I.G、吉卜力工作室、押井守或細田守執導的科幻、動作及視覺藝術動畫電影作品的背景美術製作。

## 美術監督作品
- 王立宇宙軍（1987年）：美術構成兼任
- 曙光Q 迷宮物件FILE538（日语：トワイライトQ）（1987年）
- 相聚一刻 完結篇（1988年）
- 蘋果核戰（1988年）
- 機動警察 the Movie（1989年）
- 海底兩萬哩（1990年）：負責第34話－第39話
- 拯救地球吧！夥伴們 奇比貓湯姆的大冒險（日语：ちびねこトムの大冒険）（1992年）：劇院未公映，後來經由衛星電視首次播出
- 機械巨神 地球靜止之日（1992年）：僅第1話
- Spirit of Wonder 中華姑娘的逆襲（日语：Spirit of Wonder）（1992年）
- 獸兵衛忍風帖（1993年）
- 機動警察2 the Movie（1993年）
- KAZU&YASU 英雄誕生（1993年）
- 史萊姆冒險記（日语：スライム冒険記）（1995年）
- GHOST IN THE SHELL／攻殼機動隊（1995年）
- Granstream傳記（1995年）：兼任作品世界觀設計
- 時空冒險 羊怪與青番茄怪（1996年）
- 人狼 JIN-ROH（1999年）
- 怪獸家族（1999年）
- 史萊姆冒險記 ～海邊耶，耶～（日语：スライム冒険記）（1999年）
- WILD ARMS 2nd IGNITION（日语：ワイルドアームズ セカンドイグニッション）（1999年）
- GRANDEEK（日语：GRANDEEKGRANDEEK ～外傳～）（2000年）
- FLCL（2000年）
- PaRappa the Rapper（日语：パラッパラッパー）（2001年）
- 水瓶戰記 Sign for Evolution（2001年）
- 機動警察迷你版（日语：ミニパト）（2002年）
- 最後流亡（2003年）：兼任美術設定
- DEAD LEAVES（日语：DEAD LEAVES）（2003年）
- 星域毀滅者（2003年）
- 深海潛艦707R（2003年）
- OVER THE MONOCHROME RAINBOW featuring SHOGO HAMADA（日语：OVER THE MONOCHROME RAINBOW featuring SHOGO HAMADA）（2003年）
- 七武士（2004年）
- OVAL×OVER（2005年）
- 脫線小魔女的錯誤示範（日语：魔女っ娘つくねちゃん）（2005年）
- 武器種族傳說（2005年）
- ×××HOLiC（2006年）
- 勇者物語（2006年）：製作人員表上記載美術設定
- 爆裂天使 -INFINITY-（2007年）
- GLOBARANGE（2007年）：Panasonic製品GLOBARANGE的商品介紹PR動畫
- 神靈狩/GHOST HOUND（2007年）
- ×××HOLiC◆繼（2008年）
- 二十面相少女（2008年）
- 強襲魔女（2008年）
- 黑執事（2008年）
- （2011年）
- 惡魔阿薩謝爾在召喚你。（2011年）
- BLOOD-C（2011年）
- 親愛的馬淑女（日语：My sweet ウマドンナ 〜僕は君のウマ〜）（2011年）
- 花之詩女 GOTHICMADE（2012年）
- 短暫和平「永別了武器」（2013年）
- 劇場版 猛烈宇宙海賊 ABYSS OF HYPERSPACE -亞空的深淵（2014年）
- Oreca Battle（日语：モンスター烈伝 オレカバトル）（2014年）
- 鎖鏈戰記（2014年）
- 姐姐的妄想日記（2014年）
- SixHeartsPrincess（日语：シックスハートプリンセス）（2016年）
- 和風喫茶鹿楓堂（2018年）
- 伊藤潤二驚選集（2018年）

## 背景、美術等其它參加作品
- 漫畫日本昔話（日语：まんが日本昔ばなし）（1975年）：主要擔任1990年代的集數
- 咪咪流浪記（1977年）
- 劇場版 網球甜心（1979年）
- 魯邦三世 卡里奧斯特羅之城（1979年）
- 明日之丈（1980年）
- （1981年）
- 哥普拉 SPACE ADVENTURE（1982年）
- 幻魔大戰（1983年）
- 銀河漂流（1983年）
- 貓眼三姐妹（1983年）
- 阿基拉（1988年）
- Assemble Insert（日语：アッセンブル・インサート）（1990年）
- LUNAR The Silver Star（日语：LUNAR）（1992年）：CD與遊戲封面插圖、宣傳廣告海報的背景
- 跑吧！美樂斯（1992年）
- Talking Head（日语：トーキング・ヘッド）（1992年）：動畫章節
- 劇場版 X（1996年）
- 神隱少女（2001年）
- 最終幻想：無限（2001年）：美術構成補佐
- 貓的報恩（2002年）
- 犬夜叉：天下霸道之劍（2003年）
- 攻殼機動隊2 INNOCENCE（2004年）
- 犬夜叉：紅蓮的蓬萊島（2004年）
- 地海傳說（2006年）
- 跳躍吧！時空少女（2006年）
- 名偵探柯南：紺碧之棺（2007年）
- 夏日大作戰（2009年）
- 天降之物（2009年）：美術設定
- 影之塔（2010年）：遊戲封面插圖
- 借物少女艾莉緹（2010年）
- 鬼神傳（日语：鬼神伝）（2011年）
- 天降之物：計時的悲傷女神（2011年）：美術設定
- （2012年）
- 給小桃的信（2012年）
- 卜多力的一生（日语：グスコーブドリの伝記）（2012年）
- NEXT A-Class（2012年）
- SHIROBAKO（2015年）
- 和諧（2015年）[2]
- 劇場版 魔法科高中的劣等生：呼喚繁星的少女（2017年）
- DEEMO THE MOVIE（2020年）

## 書籍
-  2004年1月29日發行，德間書店 ISBN 978-4-198-61806-3

## 相關項目
- 小林七郎（日语：小林七郎）
- 風雅工作室
- Production I.G
- 美術指導
- 日本動畫師列表

## 外部連結
- 株式會社小倉工房公式官網 （页面存档备份，存于） （日語）